# Do 18 (航空機)
ドルニエ Do 18
- 用途：偵察機
- 分類：飛行艇
- 製造者：ドルニエ
- 運用者： ドイツ国（ドイツ空軍）
- 初飛行：1935年3月15日
- 生産数：170機

Do 18 は第二次世界大戦の開戦前にドイツ空軍で使用された飛行艇である。開戦時には旧式化していたが、洋上偵察や海難救助任務に使用された。

## 概要
Do18はDo.Jの後継機としてルフトハンザ社の海外路線用に、ドルニエが設計・製造した飛行艇である。
支柱で胴体よりも高く配置された、パラソル式支持の主翼を持ち、水上での安定を図るためのスポンソンと呼ばれる小翼を胴体側面に配しており、2基のエンジンが、主翼の上に縦列に置かれているのが外観上の特徴。この構造は1920年代に開発されたDo.J以来のドルニエの得意とする手法であるが、Do 18は当時最新の空力設計と、高度な工作技術により、スマートな機体に仕上がっている。エンジンはクルップのアイディアをユンカースが進化させた、上下対向式（ダブルアクティング）の高出力2サイクルディーゼルエンジンが搭載されている。Jumo 205型と呼ばれるこのエンジンは、直列6気筒ながら、12のピストンと、ギアトレーンで結ばれた2本のクランクシャフトを持ち、シリンダーヘッドは存在しない。
1934年にはルフトハンザ社が大西洋横断定期郵便事業を展開するための機体の開発をドルニエ社に依頼した。すでにルフトハンザはDo Jを使い、リスボンから南大西洋を横断してブラジルへ行く連絡飛行を行っていた。しかし、北アメリカルートにはもっと航続距離の長い機体が必要であった。
Do18の初飛行は1935年3月15日であった。1936年9月にはハンブルクからアゾレス諸島沖で待機する補給船を経由してニューヨークまで4,460kmを22時間15分で飛んだ。ルフトハンザは「世界初の西廻り大西洋横断定期郵便飛行に成功した」と発表した。また、1938年3月にイングランドのデボン州からブラジルまでの8,391kmをノンストップ43時間で飛行し、当時の水上機による飛行距離世界記録を樹立した。
この機の長い航続距離に目をつけたドイツ空軍が偵察機として正式採用し、1936年から導入され1940年までに約100機が製造された。しかし第二次世界大戦開戦時にはすでに旧式化しており、1942年には後継のブローム・ウント・フォス BV 138に置き換えられ、全機が偵察任務からはずされ、もっぱら海難救助任務に当てられ終戦まで使用された。
Do18は第二次世界大戦で初めてイギリスに撃墜されたドイツ空軍機という不名誉な記録が残されている。1939年9月26日、北海上空においてイギリス海軍の航空母艦「アーク・ロイヤル」所属のブラックバーン スクア艦上爆撃機によりドイツ空軍第2沿岸飛行大隊所属のDo18が撃墜された。

## スペック
- 全長： 19.25m
- 全幅： 23.70m
- 全高： 5.45m
- 全備重量： 10,000kg

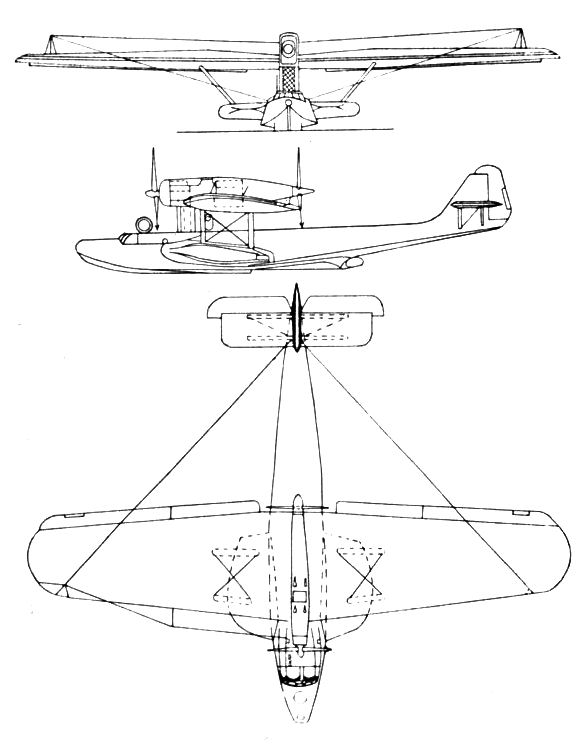
Do 18

- エンジン： ユンカース Jumo205D 880 hp × 2
- 最大速度： 267km/h
- 航続距離： 3,500km
- 武装
  - 20mmMG 151/20機関砲 × 1
  - 13mmMG 131 機関銃 × 1
  - 爆弾 50 kg × 2
- 乗員： 4名